# Joseph Effner

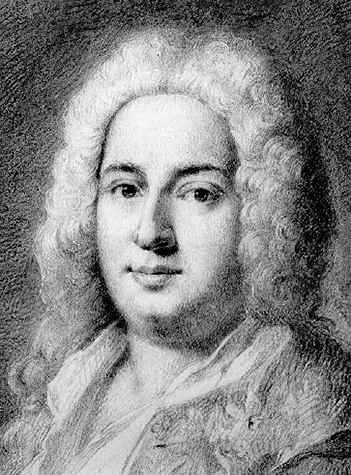
Joseph Effner

Joseph Effner (getauft 4. Februar 1687 in Dachau; † 23. Februar 1745 in München) war ein bedeutender Baumeister des süddeutschen Barock. Zu seinem Hauptwerken gehören die Lustschlösser Pagodenburg und Badenburg, das Palais Preysing in München, sowie die Erweiterung der Sommerschlösser Nymphenburg und Schleißheim.

## Leben

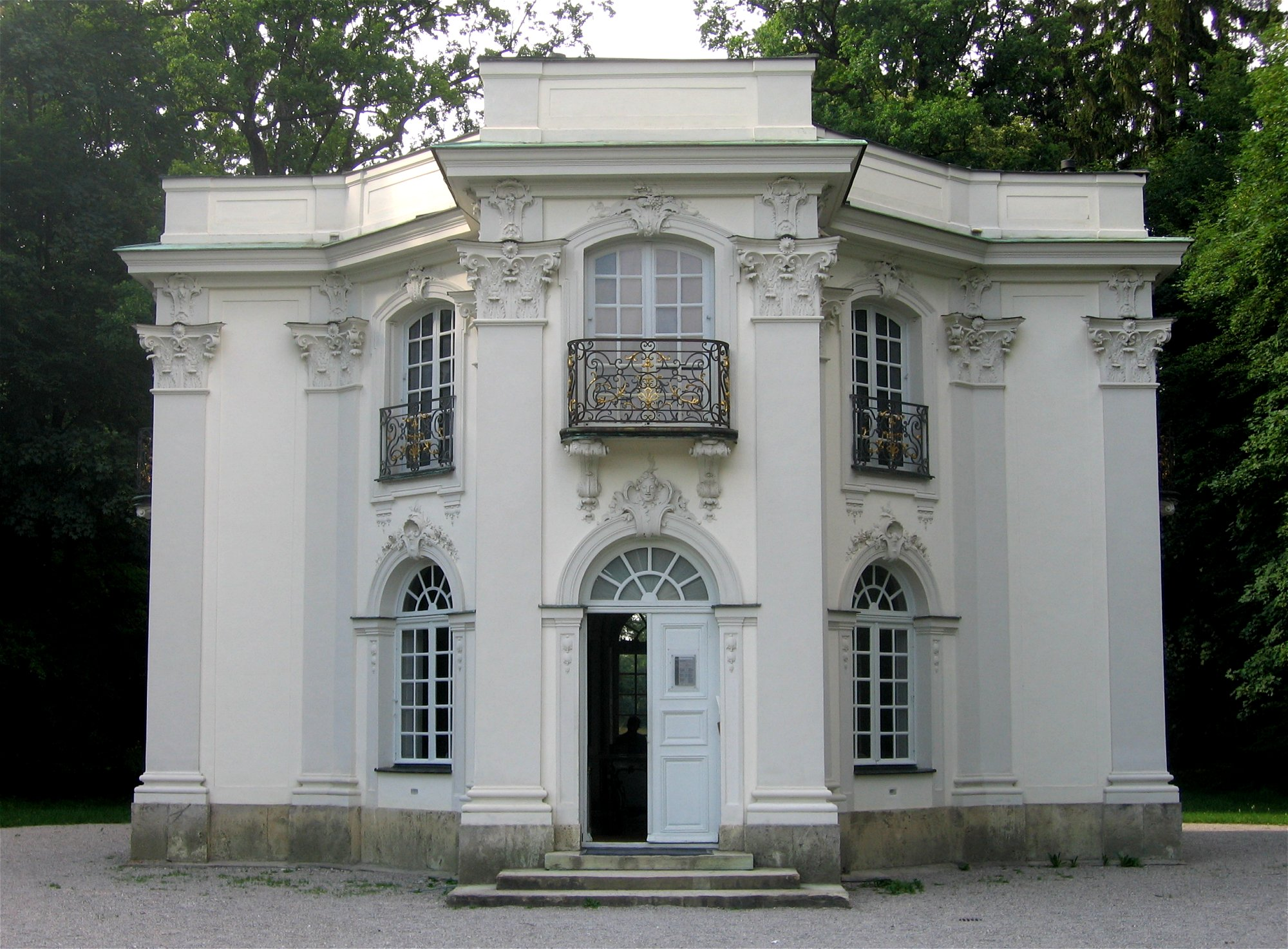
Lustschloss Pagodenburg, Nymphenburg

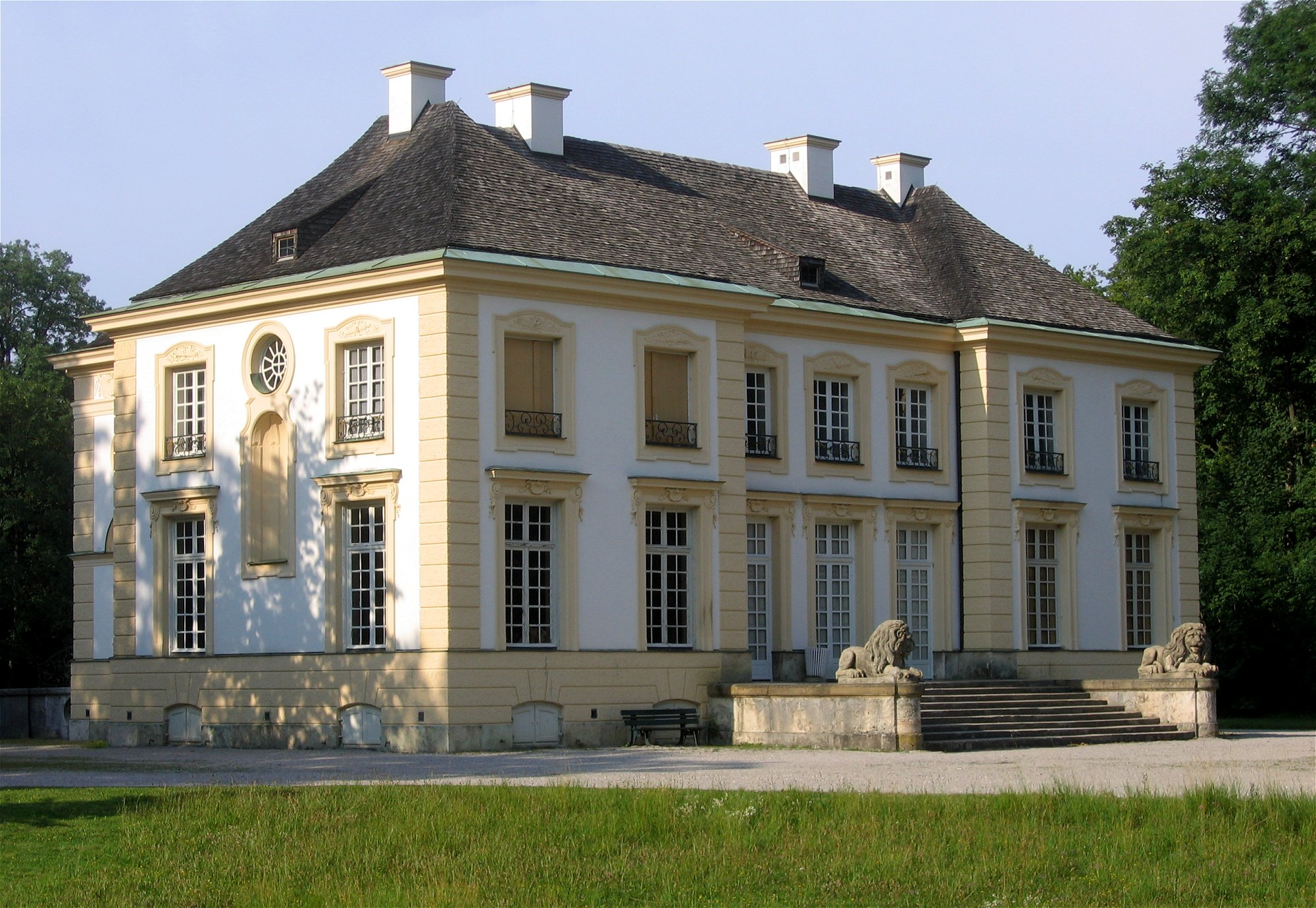
Lustschloss Badenburg, Nymphenburg

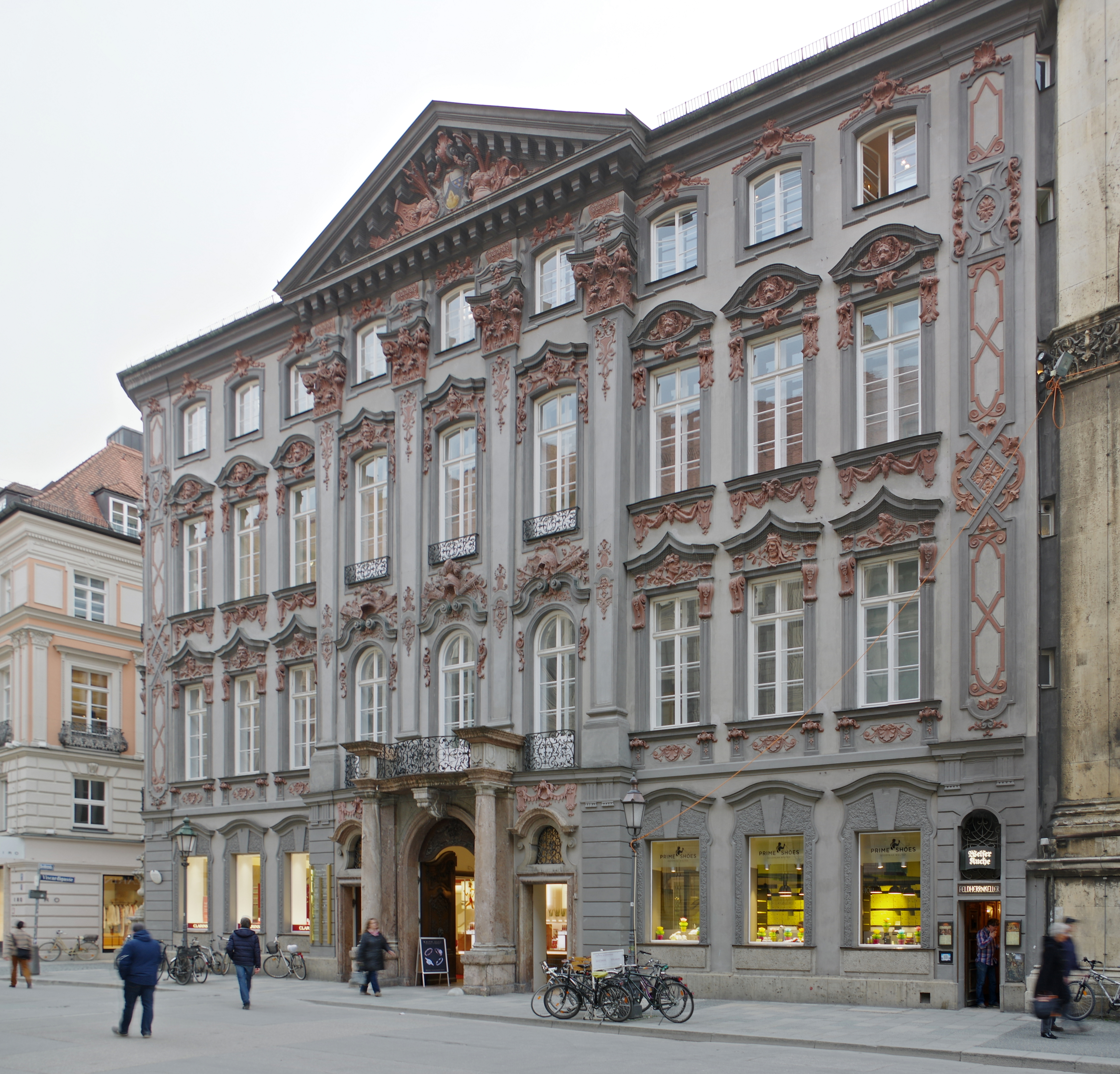
Palais Preysing, München

Joseph Effner entstammt einer alten Gärtnerfamilie, deren Schreibweise ursprünglich Öffner bzw. Oeffner war. Er war das neunte von zehn Kindern von Christian Öffner, der ab 1668 in Neudeck (München-Au) und ab 1670 in Dachau als Hofgärtner tätig war, und Maria Katharina, geborene Gebhard. Sein Großvater Georg Öffner, ebenfalls Gärtner, kam wahrscheinlich mit der Landgräfin Mechthild, nachdem diese Herzog Albrecht VI. von Bayern (reg. 1646–1650, † 1666) geheiratet hatte, aus Pfreimd nach München, denn dort ist Georg Öffner 1625 als Gartenmeister für das Herzogspaar belegt.
Im Jahr 1721 heiratete Effner Maria Magdalena Schön, die Tochter eines Obristleutnants. Sein erster Sohn Gaudenz Effner wurde später Rat in Straubing und Salzbeamter in St. Nicola bei Passau. Der jüngere Sohn, ebenfalls Joseph Effner genannt, wurde Kanonikus und Dekan in München. Seine Tochter Maria Adelheid heiratete den Münchener Bürgermeister und Stadtoberrichter Michael Adam Bergmann. Effners Urenkel war der Königliche Hofgartendirektor Carl Joseph von Effner.
Zunächst wurde Joseph Effner ebenfalls Gärtner. Zusammen mit Matthias Diesel wurde er Anfang April 1706 im Auftrag und auf dessen Kosten von seinem Landesherrn, Kurfürst Max Emanuel zunächst nach Brüssel, später nach Paris geschickt. Während seines Aufenthaltes in Paris entschloss er sich, seiner Neigung entsprechend, den Gärtnerberuf aufzugeben und Baumeister zu werden.
1706 (nach anderen Angaben 1708) erhielt Joseph Effner als Privatschüler eine weitere Ausbildung zum Baumeister bei Germain Boffrand in Paris, der an der damals einzigen Elitehochschule für Architektur, der Académie royale d’architecture lehrte.
Seither änderte er seinen Familiennamen in Effner.
Ab 1715 war er bayerischer Hofbaumeister unter dem Kurfürsten Max Emanuel, wo er zunächst noch gemeinsam mit Enrico Zuccalli für alle Bauten Max Emanuels zuständig war. Bereits ab 1. April 1715 nach seiner Rückkehr aus Frankreich führte er die Berufsbezeichnung „Architekt“, in Abgrenzung zu den niederer eingestuften Baumeistern. Mit dem erst 28 Jahre alten Joseph Effner fanden moderne, aus Frankreich importierte Bauideen Eingang zum Münchner Hof. Ab 1715 arbeitete Effner an der Erweiterung von Schloss Nymphenburg. Einen wichtigen Beitrag zum Nymphenburger Garten leistet Effner dabei mit seinen Gartenschlössern, Badenburg, Pagodenburg und Magdalenenklause, welche zum Vorbild anderer barocker Bauten in Deutschland werden.
1717 sandte ihn Max Emanuel auf eine Reise nach Italien, die ihn in zehn Wochen über Venedig nach Rom und Neapel führte. Ab 1719 hatte Effner die Leitung des Innenausbaus des Neuen Schlosses in Schleißheim inne. 1720 wurde er zum Oberhofbaumeister ernannt. Nachdem Zuccalli 1724 gestorben war, erhielt er noch mehr Befugnisse. 
Erst nach dem Tode Max Emanuels 1726 und dem Amtsantritt von Karl Albrecht musste er François de Cuvilliés d. Ä. den Rang abtreten. Ab 1730 wurden alle neuen kurfürstlichen Aufträge direkt Cuvilliés übertragen. Effner und Johann Baptist Gunetzrhainer gingen leer aus. Dieser Wechsel markiert den Übergang von der Innenarchitektur der Régence unter Joseph Effner zum frühen höfischen Rokoko unter François Cuvilliés. Joseph Effner war danach zuerst in der Verwaltung tätig, da Cuvilliés kein Deutsch sprach. So übernahm er 1738 zusätzlich zum Amt des Oberhofbaumeisters die Stelle des Direktors über die Lustgärten und Wasserwerke. Effner leitete auch noch immer die Arbeiten in Nymphenburg.
Effner war als Baumeister, Gartenarchitekt und Dekorateur tätig. Mit ihm fanden aus Frankreich importierte Bauideen Eingang zum Münchner Hof. Er war der wichtigste Vertreter des Régence am Münchner Hof. Sein Grabstein steht im Chor der Münchener Frauenkirche. Der Effnerplatz in München und auch das Josef-Effner-Gymnasium in Dachau sind nach ihm benannt.

## Werke (Auswahl)
- Umbau der Exilresidenz von Kurfürst Max Emanuel in Saint-Cloud bei Paris (1713) (im Deutsch-Französischen Krieg 1870 zerstört).
- Umbau des Schlosses Dachau (1715–1717).
- Renovierung und Modernisierung von Schloss Berg, am Starnberger See (1715–1717).
- Renovierung und Modernisierung von Schloss Lichtenberg am Lech (1715–1717).
- Modernisierung des Hauptpavillons und Neubau der Nebenpavillons, des Küchengebäudes und der Stallungen von Schloss Fürstenried, Jagdschloss im Süden Münchens, (1715–1717).
- Ausbau von Park und Schloss Nymphenburg (unter anderem Bau von Pagodenburg (1716–1719), Badenburg (1718–1721) und Magdalenenklause (1725–1728)).
- Weiterbau von Schloss Schleißheim (1719–1726).
- Ahnengalerie und Mitgestaltung der Reichen Zimmer (1726–1729) in der Münchner Residenz vor dem Brand von 1729.
- Palais Preysing in München (1723–1729) (im Zweiten Weltkrieg zerstört, von 1958 bis 1960 wiederaufgebaut).
- Hofmarkskirche Schönbrunn bei Dachau vermutlich als Berater[2] von Baumeister Johann Baptist Gunetzrhainer (1692–1763).
- Pfarrkirche St. Michael (1739) in Mering.